# Marysville (Iowa)
Marysville – miasto w Stanach Zjednoczonych, w stanie Iowa, w hrabstwie Marion. W 2000 liczyło 54 mieszkańców.